# Sčítání lidu na Ukrajině (2001)
Sčítání lidu na Ukrajině v roce 2001 bylo první a zatím poslední sčítání lidu, jež se uskutečnilo na nezávislé Ukrajině. Samotné sčítání probíhalo od 5. do 12. prosince 2001. Ukrajina spolu s Irákem, Uzbekistánem a Sýrií patří mezi státy, kde se sčítání lidu provádí nejméně častěji na světě.

## Historie

### Předehra
Podle zprávy Ekonomické komise OSN pro Evropu z roku 2020 by měl každý stát provádět sčítání lidu alespoň jednou za 10 let. První a poslední sčítání lidu na Ukrajině se však uskutečnilo v roce 2001, hlavními důvody jsou opakující se ekonomické a politické krize, nedostatek financí a ozbrojený konflikt. 
Předchozí sčítání lidu se provádělo v roce 1989, kdy žilo na území Ukrajinské SSR cca 51,4 miliony lidí.  I když je normou provedení sčítání lidu alespoň jednou za deset let, což by v případě Ukrajiny znamenalo nutnost provést sčítání v roce 1999, došlo k tomu až o dva roky později. Nicméně již v roce 1995 vydala vláda Ukrajiny nařízení №1536, které stanovuje podmínky provedení sčítání lidu v roce 1999. Toto nařízení však pozbylo platnosti v roce 1998, kdy bylo vydáno jiné nařízení o provedení sčítání lidu v roce 2001. V roce 2000 byl schválen zákon № 2058-III „O všeukrajinském sčítání lidu“, který upravoval průběh sčítání.  Rozhodným okamžikem se stalo 5. prosince 2001.

## Základní informace
Ke dni 5. prosince 2001 žilo podle výsledků sčítání lidu na Ukrajině celkem 48 milionů 457 tisíc osob. Nejlidnatější administrativní jednotky byly Doněcká, Dněpropetrovská a Charkovská oblast, kde žilo 11,3 milionů lidí, což tvořilo takřka čtvrtinu celkové populaceю 
32 milionů 574 tisíc lidí (67,2 % všeho obyvatelstva) žilo ve městech, zatímco 15 milionů 883 tisíc osob žilo na venkově. Největší míru urbanizace měly Doněcká, Luhanská a Dněpropetrovská oblasti, kde žilo 29 % všeho městského obyvatelstva země. 
Pro Ukrajinu je příznačná střední hustota zalidnění. Hustota zalidnění pro celou zemi byla 80 obyv./km² (Česko tentýž rok mělo hustotu zalidnění 130 obyv./km² ). Nejvyšší hodnoty byly na východě země, kde v industriálních oblastech Donbasu dosahovala lidnatost až 183 obyv./km², kdežto nejnižší hodnoty se vyskytovaly na jihu a severu země. Nejnižší lidnatost měla Černihivská oblast, jež měla pouhých 39 obyv./km².

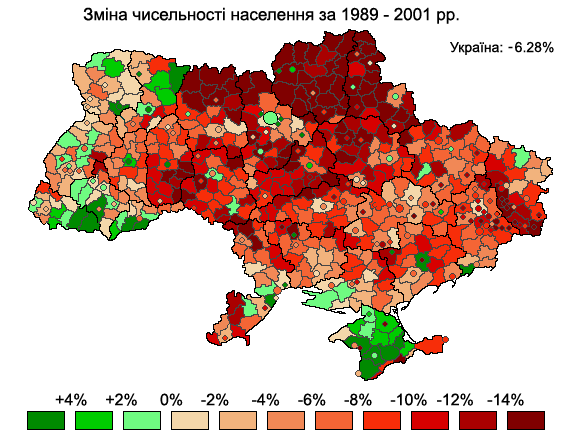
Změna počtu obyvatel mezi lety 1989 a 2001

| Administrativní jednotka | Celková populace (tis. osob) | Městské obyvatelstvo (tis. osob) | Venkovské obyvatelstvo (tis. osob) | Rozloha (km²) | Hustota zalidnění (obyv./km²) | Míra urbanizace |
| ------------------------ | ---------------------------- | -------------------------------- | ---------------------------------- | ------------- | ----------------------------- | --------------- |
| Autonomní republika Krym | 2033,7                       | 1274,3                           | 759,4                              | 26 081        | 78,0                          | 63 %            |
| Vinnycká oblast          | 1772,4                       | 818,9                            | 953,5                              | 26 513        | 66,9                          | 46 %            |
| Volyňská oblast          | 1060,7                       | 533,2                            | 527,5                              | 20 143        | 52,7                          | 50 %            |
| Dněpropetrovská oblast   | 3567,6                       | 2960,3                           | 607,3                              | 31 914        | 111,8                         | 83 %            |
| Doněcká oblast           | 4841,1                       | 4363,6                           | 477,5                              | 26 517        | 182,6                         | 90 %            |
| Žytomyrská oblast        | 1389,5                       | 775,4                            | 614,1                              | 29 832        | 46,6                          | 56 %            |
| Zakarpatská oblast       | 1258,3                       | 466,0                            | 792,3                              | 12 777        | 98,5                          | 37 %            |
| Záporožská oblast        | 1929,2                       | 1458,2                           | 471,0                              | 27 180        | 71,0                          | 76 %            |
| Ivanofrankivská oblast   | 1409,8                       | 593,0                            | 816,8                              | 13 928        | 101,2                         | 42 %            |
| Kyjevská oblast          | 1827,9                       | 1053,5                           | 774,4                              | 28 131        | 65,0                          | 58 %            |
| Kirovohradská oblast     | 1133,1                       | 682,0                            | 451,1                              | 24 588        | 46,1                          | 60 %            |
| Luhanská oblast          | 2546,2                       | 2190,8                           | 355,4                              | 26 684        | 95,4                          | 86 %            |
| Lvovská oblast           | 2626,5                       | 1558,7                           | 1067,8                             | 21 833        | 120,3                         | 59 %            |
| Mykolajivská oblast      | 1264,7                       | 838,8                            | 425,9                              | 24 598        | 51,4                          | 66 %            |
| Oděská oblast            | 2469,0                       | 1624,6                           | 844,4                              | 33 310        | 74,1                          | 66 %            |
| Poltavská oblast         | 1630,1                       | 956,8                            | 673,3                              | 28 748        | 56,7                          | 59 %            |
| Rovenská oblast          | 1173,3                       | 549,7                            | 623,6                              | 20 047        | 58,5                          | 47 %            |
| Sumská oblast            | 1299,7                       | 842,9                            | 456,8                              | 23 834        | 54,5                          | 65 %            |
| Ternopilská oblast       | 1142,4                       | 485,6                            | 656,8                              | 13 823        | 82,6                          | 43 %            |
| Charkovská oblast        | 2914,2                       | 2288,7                           | 625,5                              | 31 415        | 92,8                          | 79 %            |
| Chersonská oblast        | 1175,1                       | 706,2                            | 468,9                              | 28 461        | 41,3                          | 60 %            |
| Chmelnycká oblast        | 1430,8                       | 729,6                            | 701,2                              | 20 629        | 69,4                          | 51 %            |
| Čerkaská oblast          | 1402,9                       | 753,6                            | 649,3                              | 20 900        | 67,1                          | 54 %            |
| Černovická oblast        | 922,8                        | 373,5                            | 549,3                              | 8 097         | 114,0                         | 40 %            |
| Černihivská oblast       | 1245,3                       | 727,2                            | 518,1                              | 31 865        | 39,1                          | 58 %            |
| Kyjev                    | 2611,3                       | 2611,3                           | -                                  | 839           | 3112,4                        | 100 %           |
| Sevastopol               | 379,5                        | 358,1                            | 21,4                               | 1 079         | 351,7                         | 94 %            |
| Ukrajina                 | 48457,1                      | 32574,5                          | 15882,6                            | 603 628       | 80,3                          | 67,2 %          |

## Pohlavní a věková struktura obyvatelstva
Podle výsledků sčítání lidu žilo v roce 2001 v roce 2001 22,441 milionů mužů (46,3 %) a 26 milionů 16 tisíc žen (53,7 %). Taková asymetrie se vysvětluje jednak vyšší mužskou nadúmrtností: ta byla vyšší než celoevropský průměr. Pro kohortu mužů ve věku 30 – 34 let dokonce platilo, že měli až pětkrát větší úmrtnost než jejich vrstevníci ve vyspělých státech Evropy,  jednak nižší střední délkou života, jejíž hodnota byla pro muže rovna 63,3 let, kdežto měly ženy naděj dožití až 73,63 let. 
Deformace věkové pyramidy byly způsobeny několika důvody. První příčinou byl Hladomor, jenž si vyžádal kolem pěti milionů životů a měl vliv na prudké snížení porodnosti v období let 1930 – 1936. Druhou příčinou byla Druhá světová válka, během které přišla Ukrajina o více než deset milionů životů Ukrajinců (především mužů), ale také dočasně snížila porodnost v zemi a fakticky donutila miliony žen odložit početí dítěte na lepší časy. Nicméně ani po válce nedošlo k baby boomu: v letech 1946 – 1947 přišel další hladomor, který si vyžádal dalších 1,5 milionů lidí. 
V osmdesátých letech 20. století a po rozpadu SSSR došlo ke strmému poklesu celkové plodnosti, což se odrazilo na ustavičném poklesu počtu narozených dětí v období let 1986 – 1999, i když je vidět určitá stabilizace počtu narozených kolem roku 1999.

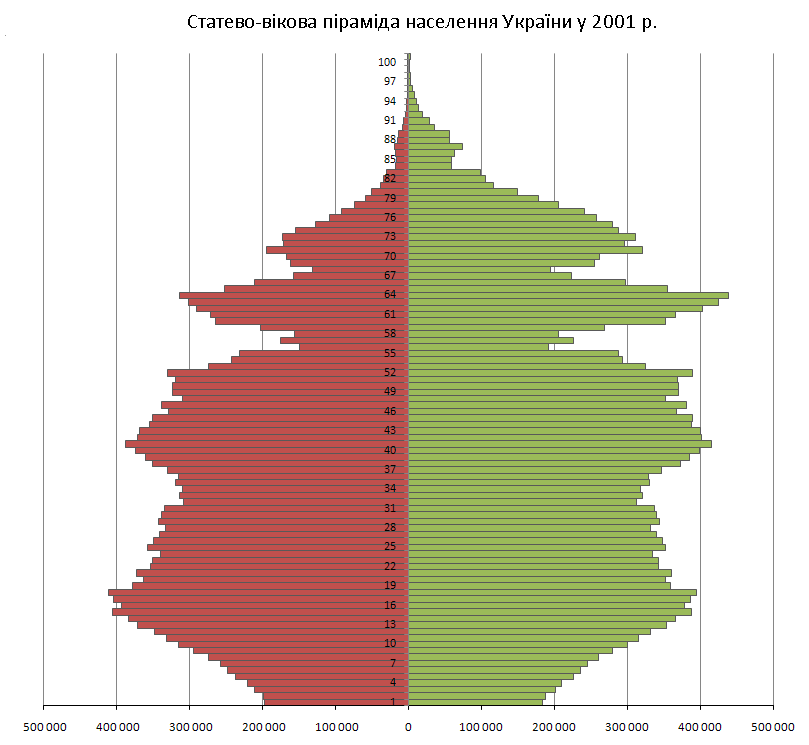
Věková pyramida Ukrajiny v roce 2001. Červeně jsou označeni muži, zatímco ženy jsou vyznačeny zeleně

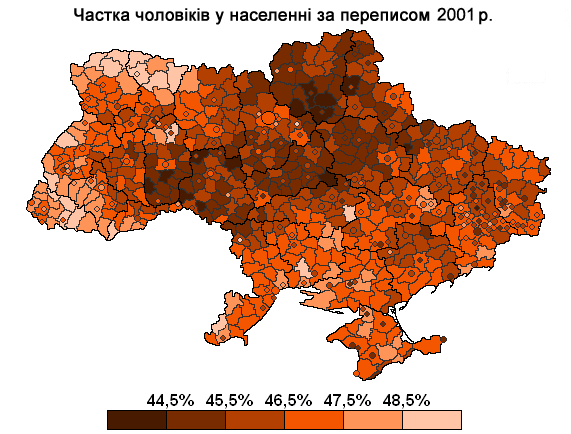
Podíl mužů na celkové populaci rajónů podle výsledků sčítání lidu 2001

## Národnostní složení
Většinu obyvatelstva země tvoří Ukrajinci, již tvoří více než 3/4 celkového obyvatelstva. Největší národnostní menšinou jsou Rusové, již tvoří skoro čtvrtinu všeho obyvatelstva. Distribuce národností není však nerovnoměrná: zatímco na západě žije přes 90 % Ukrajinců, hlásí se k ukrajinské národnosti na východě pouze přes 50 %, na Krymu dokonce jsou menšinou. 
| Národnost      | Celková populace (tis. osob) | Podíl na celkové populaci | Městské obyvatelstvo | Městské obyvatelstvo (podíl na celkové populaci) | Venkovské obyvatelstvo | Venkovské obyvatelstvo (podíl na celkové populaci) |
| -------------- | ---------------------------- | ------------------------- | -------------------- | ------------------------------------------------ | ---------------------- | -------------------------------------------------- |
| Ukrajinci      | 37 541 693                   | 77,82 %                   | 23 658 227           | 73,27 %                                          | 13 883 466             | 87,04 %                                            |
| Rusové         | 8 334 141                    | 17,28 %                   | 7 236 704            | 22,41 %                                          | 1 097 437              | 6,88 %                                             |
| Bělorusové     | 275 763                      | 0,57 %                    | 214635               | 0,66 %                                           | 61 128                 | 0,38 %                                             |
| Moldavané      | 258 619                      | 0,54 %                    | 73 593               | 0,23 %                                           | 185 026                | 1,16 %                                             |
| Krymští Tataři | 248 193                      | 0,51 %                    | 84 116               | 0,26 %                                           | 164 077                | 1,03 %                                             |
| Bulhaři        | 204 193                      | 0,42 %                    | 84 483               | 0,26 %                                           | 120 091                | 0,75 %                                             |
| Maďaři         | 156 566                      | 0,32 %                    | 56 611               | 0,18 %                                           | 99 955                 | 0,63 %                                             |
| Rumuni         | 150 989                      | 0,31 %                    | 32 401               | 0,10 %                                           | 118 588                | 0,74 %                                             |
| Poláci         | 144 130                      | 0,30 %                    | 99 646               | 0,31 %                                           | 44 484                 | 0,28 %                                             |
| Židé           | 103 591                      | 0,21 %                    | 102 085              | 0,32 %                                           | 1 506                  | 0,01 %                                             |
| Arméni         | 99 894                       | 0,21 %                    | 79 145               | 0,25 %                                           | 20 749                 | 0,13 %                                             |
| Řekové         | 91 548                       | 0,19 %                    | 61 873               | 0,19 %                                           | 29 675                 | 0,19 %                                             |
| Tataři         | 73 304                       | 0,15 %                    | 58 954               | 0,18 %                                           | 14 350                 | 0,09 %                                             |
| Romové         | 47 587                       | 0,10 %                    | 33 432               | 0,10 %                                           | 14 155                 | 0,09 %                                             |
| Ázerbájdžánci  | 45 176                       | 0,09 %                    | 36 849               | 0,11 %                                           | 8 327                  | 0,05 %                                             |
| Gruzíni        | 34 199                       | 0,07 %                    | 29 836               | 0,09 %                                           | 4 363                  | 0,03 %                                             |
| Němci          | 33 302                       | 0,07 %                    | 24 605               | 0,08 %                                           | 8 697                  | 0,05 %                                             |
| Gagauzové      | 31 923                       | 0,07 %                    | 8 554                | 0,03 %                                           | 23 369                 | 0,15 %                                             |
| jiné           | 366 091                      | 0,76 %                    | 314 980              | 0,98 %                                           | 50 730                 | 0,32 %                                             |
| Ukrajina       | 48 240 902                   | 100 %                     | 32 290 729           | 100 %                                            | 15 950 173             | 100 %                                              |

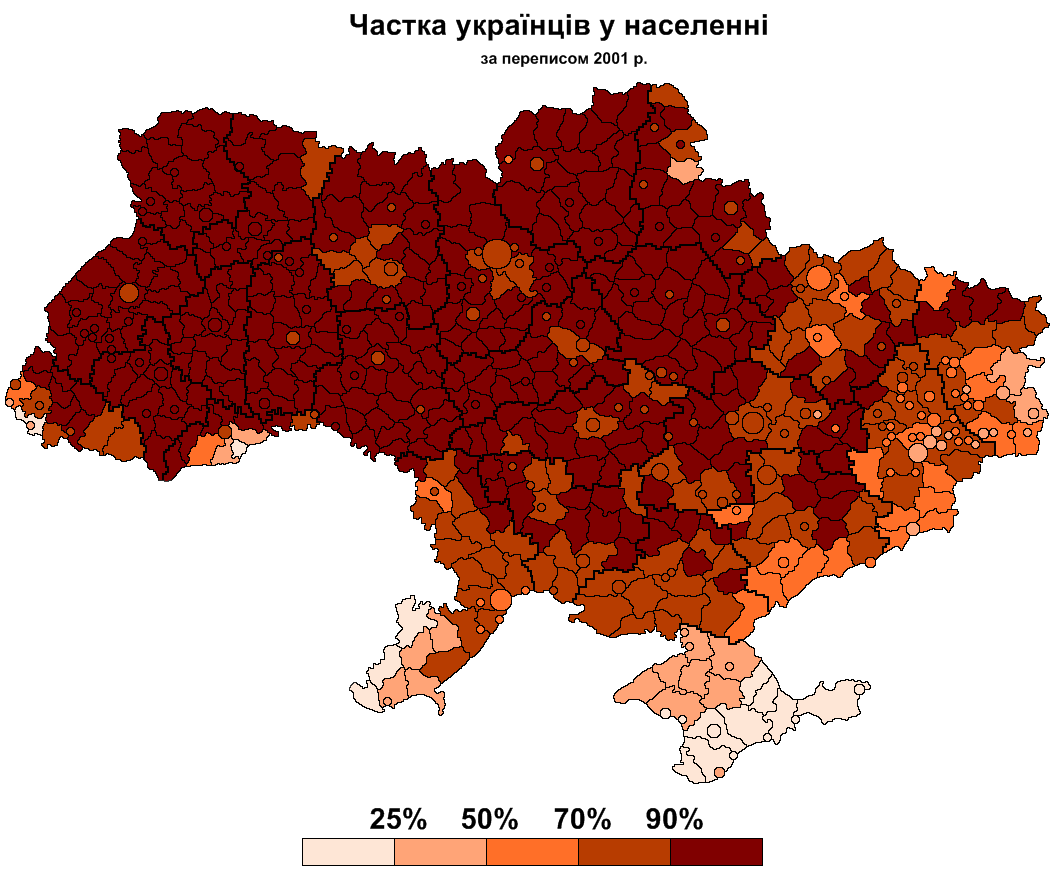
Podíl Ukrajinců na celkovém obyvatelstvu jednotlivých rajónů
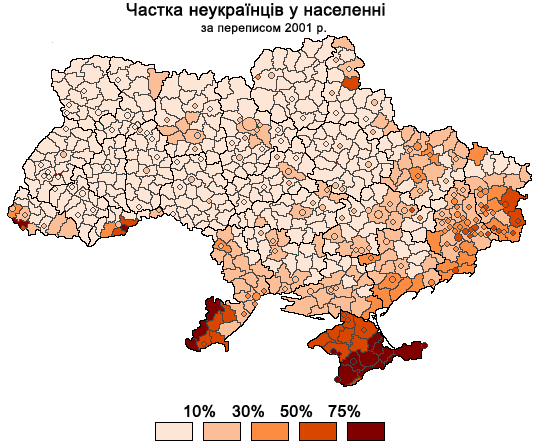
Podíl ostatních národností na celkovém obyvatelstvu rajónů

## Jazyk
Na Ukrajině jediným úředním jazykem je ukrajinština, i když rusky umí dvě třetiny obyvatelstva. Nicméně pro Ukrajinu je charakteristický jazykový pluralismus.
| Rodný jazyk       | Počet obyvatel | %     |
| ----------------- | -------------- | ----- |
| Ukrajinština      | 32 577 468     | 67,53 |
| Ruština           | 14 273 670     | 29,59 |
| Krymskotatarština | 231 382        | 0,48  |
| Moldavština       | 185 032        | 0,38  |
| Maďarština        | 161 618        | 0,34  |
| Rumunština        | 142 671        | 0,30  |
| Bulharština       | 134 396        | 0,28  |
| Běloruština       | 56 249         | 0,12  |
| Arménština        | 51 847         | 0,11  |
| Gagauzština       | 23 765         | 0,05  |
| Romština          | 22 603         | 0,05  |
| Jiný              | 178 764        | 0,38  |
| Neuvedeno         | 201 437        | 0,42  |

Tabulka níže představuje nejrozšířenější jazyky (rodný jazyk) v jednotlivých regionech země. 
Jak lze pozorovat, největší počet lidí s rodným jazykem ukrajinským žije převážně na severu a západě země, zatímco rusky mluvící obyvatelstvo žije na jihu a východě Ukrajiny. Taková asymetrie je výsledkem několika set leté politiky rusifikace regionu ze strany Ruské říše a Sovětského svazu, kdy docházelo k imigraci rusky mluvícího obyvatelstva do regionů jako Krym či Donbas. 
| Administrativní jednotka | Ukrajinština | Ruština | Krymskotatarština | Moldavština | Maďarština | Rumunština | Bulharština | Běloruština | Arménština | Gagauzština | Romština | Jiný rodný jazyk |
| ------------------------ | ------------ | ------- | ----------------- | ----------- | ---------- | ---------- | ----------- | ----------- | ---------- | ----------- | -------- | ---------------- |
| Autonomní republika Krym | 10,02 %      | 76,55 % | 11,33 %           | 0,06 %      | 0,00 %     | 0,00 %     | 0,02 %      | 0,26 %      | 0,23 %     | 0,01 %      | 0,06 %   | 1,46 %           |
| Vinnycká oblast          | 94,81 %      | 4,74 %  | -                 | 0,10 %      | 0,00 %     | 0,00 %     | 0,02 %      | 0,06 %      | 0,04 %     | 0,00 %      | 0,03 %   | 0,2 %            |
| Volyňská oblast          | 97,26 %      | 2,51 %  | -                 | 0,02 %      | 0,00 %     | 0,00 %     | 0,00 %      | 0,11 %      | 0,02 %     | 0,00 %      | 0,00 %   | 0,8 %            |
| Dněpropetrovská oblast   | 67,00 %      | 31,91 % | 0,00 %            | 0,05 %      | 0,01 %     | 0,00 %     | 0,01 %      | 0,18 %      | 0,17 %     | 0,01 %      | 0,07 %   | 0,59 %           |
| Doněcká oblast           | 24,10 %      | 74,92 % | 0,00 %            | 0,02 %      | 0,00 %     | 0,00 %     | 0,01 %      | 0,10 %      | 0,13 %     | 0,00 %      | 0,04 %   | 0,68 %           |
| Žytomyrská oblast        | 93,02        | 6,57 %  | 0,00 %            | 0,05 %      | 0,00 %     | 0,00 %     | 0,00 %      | 0,10 %      | 0,03 %     | 0,00 %      | 0,03 %   | 0,2 %            |
| Zakarpatská oblast       | 81,00 %      | 2,90 %  | -                 | 0,03 %      | 12,65 %    | 2,57 %     | 0,01 %      | 0,05 %      | 0,02 %     | 0,00 %      | 0,24 %   | 0,53 %           |
| Záporožská oblast        | 50,20 %      | 48,19 % | 0,02 %            | 0,04 %      | 0,01 %     | 0,00 %     | 0,47 %      | 0,11 %      | 0,19 %     | 0,01 %      | 0,07 %   | 0,69 %           |
| Ivanofrankivská oblast   | 97,81 %      | 1,78 %  | -                 | 0,03 %      | 0,01 %     | 0,00 %     | 0,00 %      | 0,05 %      | 0,01 %     | 0,00 %      | 0,01 %   | 0,3 %            |
| Kyjevská oblast          | 92,27 %      | 7,17 %  | 0,00 %            | 0,04 %      | 0,00 %     | 0,00 %     | 0,01 %      | 0,17 %      | 0,08 %     | 0,00 %      | 0,03 %   | 0,23 %           |
| Kirovohradská oblast     | 88,89 %      | 10,02 % | 0,00 %            | 0,44 %      | 0,01 %     | 0,01 %     | 0,05 %      | 0,16 %      | 0,20 %     | 0,00 %      | 0,05 %   | 0,17 %           |
| Luhanská oblast          | 30,01 %      | 68,84 % | -                 | 0,03 %      | 0,00 %     | 0,00 %     | 0,01 %      | 0,11 %      | 0,12 %     | 0,00 %      | 0,05 %   | 0,83 %           |
| Lvovská oblast           | 95,32 %      | 3,77 %  | 0,00 %            | 0,02 %      | 0,01 %     | 0,00 %     | 0,00 %      | 0,07 %      | 0,02 %     | 0,00 %      | 0,01 %   | 0,781 %          |
| Mykolajivská oblast      | 69,20 %      | 29,26 % | 0,00 %            | 0,58 %      | 0,00 %     | 0,00 %     | 0,13 %      | 0,13 %      | 0,19 %     | 0,03 %      | 0,05 %   | 0,43 %           |
| Oděská oblast            | 46,28 %      | 41,95 % | 0,00 %            | 3,78 %      | 0,00 %     | 0,01 %     | 4,87 %      | 0,11 %      | 0,16 %     | 0,90 %      | 0,10 %   | 1,84 %           |
| Poltavská oblast         | 89,98 %      | 9,47 %  | -                 | 0,09 %      | 0,02 %     | 0,00 %     | 0,01 %      | 0,12 %      | 0,10 %     | 0,00 %      | 0,04 %   | 0,17 %           |
| Rovenská oblast          | 97,00 %      | 2,73 %  | -                 | 0,00 %      | 0,00 %     | 0,00 %     | 0,00 %      | 0,12 %      | 0,01 %     | 0,00 %      | 0,01 %   | 0,13 %           |
| Sumská oblast            | 83,29 %      | 15,50 % | 0,00 %            | 0,03 %      | 0,00 %     | 0,00 %     | 0,00 %      | 0,11 %      | 0,06 %     | 0,00 %      | 0,05 %   | 0,96 %           |
| Ternopilská oblast       | 98,34 %      | 1,19 %  | -                 | 0,02 %      | 0,01 %     | 0,00 %     | 0,00 %      | 0,03 %      | 0,01 %     | 0,00 %      | 0,00 %   | 0,4 %            |
| Charkovská oblast        | 53,80 %      | 44,29 % | 0,00 %            | 0,03 %      | 0,01 %     | 0,00 %     | 0,01 %      | 0,12 %      | 0,18 %     | 0,00 %      | 0,05 %   | 1,51 %           |
| Chersonská oblast        | 73,19 %      | 24,86 % | 0,07 %            | 0,15 %      | 0,01 %     | 0,01 %     | 0,02 %      | 0,18 %      | 0,26 %     | 0,01 %      | 0,08 %   | 1,16 %           |
| Chmelnycká oblast        | 95,24 %      | 4,09 %  | -                 | 0,05 %      | 0,00 %     | 0,00 %     | 0,00 %      | 0,06 %      | 0,06 %     | 0,00 %      | 0,02 %   | 0,48 %           |
| Čerkaská oblast          | 92,49 %      | 6,66 %  | -                 | 0,06 %      | 0,01 %     | 0,00 %     | 0,01 %      | 0,09 %      | 0,09 %     | 0,00 %      | 0,05 %   | 0,54 %           |
| Černovická oblast        | 75,57 %      | 5,27 %  | 0,00 %            | 6,79 %      | 0,01 %     | 11,85 %    | 0,01 %      | 0,05 %      | 0,02 %     | 0,00 %      | 0,01 %   | 0,42 %           |
| Černihivská oblast       | 89,05 %      | 10,26 % | 0,00 %            | 0,02 %      | 0,00 %     | 0,00 %     | 0,01 %      | 0,19 %      | 0,04 %     | 0,00 %      | 0,04 %   | 0,39 %           |
| Kyjev                    | 72,15 %      | 25,27 % | 0,00 %            | 0,03 %      | 0,01 %     | 0,00 %     | 0,02 %      | 0,12 %      | 0,08 %     | 0,00 %      | 0,01 %   | 2,31 %           |
| Sevastopol               | 6,76 %       | 90,56 % | 0,25 %            | 0,06 %      | 0,00 %     | 0,00 %     | 0,02 %      | 0,17 %      | 0,11 %     | 0,01 %      | 0,00 %   | 2,06 %           |
| Ukrajina                 | 67,53 %      | 29,59 % | 0,48 %            | 0,38 %      | 0,34 %     | 0,30 %     | 0,28 %      | 0,12 %      | 0,11 %     | 0,05 %      | 0,05 %   | 0,77 %           |

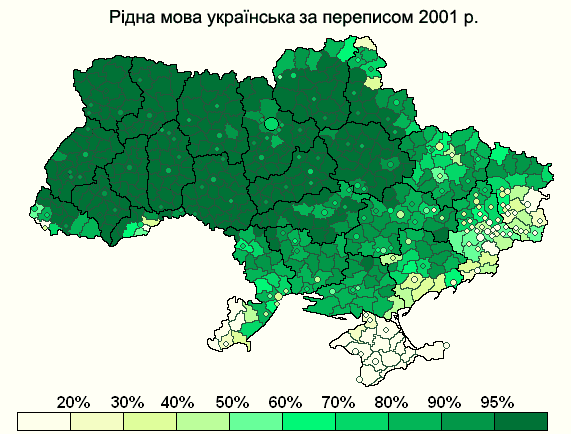
Mateřský jazyk ukrajinský
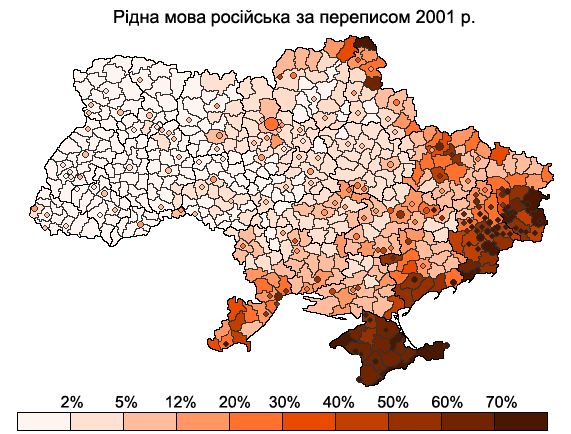
Mateřský jazyk ruský
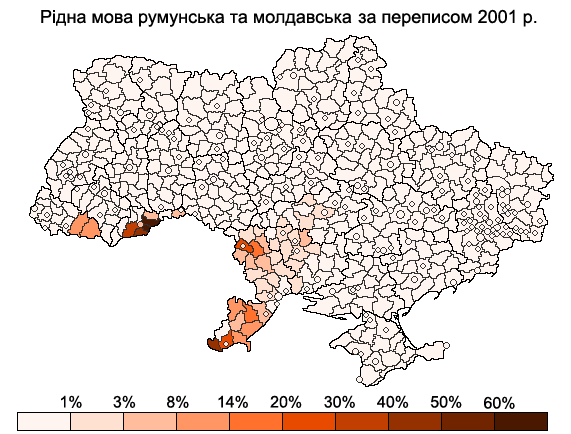
Mateřský jazyk moldavský a rumunský
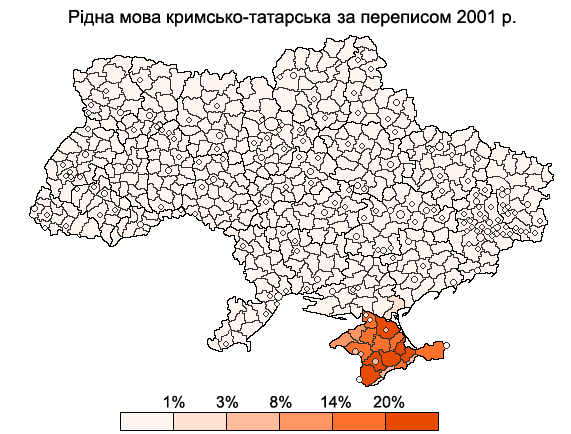
Mateřský jazyk krymskotatarský
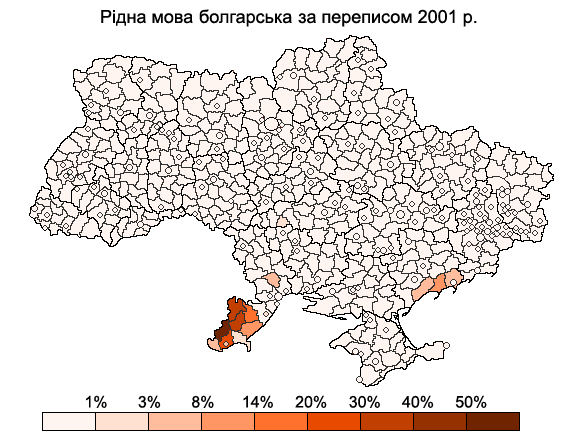
Mateřský jazyk bulharský
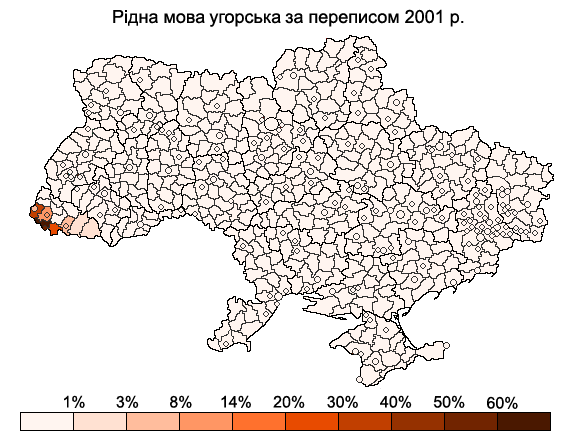
Mateřský jazyk maďarský

## Migrace

#### Obyvatelstvo podle národnosti a místa narození
| Národnost      | Celkový počet | Narodili se na území Ukrajiny či USSR | Podíl lidí narozených na území Ukrajiny či USSR |
| -------------- | ------------- | ------------------------------------- | ----------------------------------------------- |
| Ukrajinci      | 37 541 693    | 36 517 880                            | 97,3 %                                          |
| Rusové         | 8 334 141     | 4 962 990                             | 59,6 %                                          |
| Bělorusové     | 275 763       | 71 056                                | 25,8 %                                          |
| Moldavané      | 258 619       | 179 250                               | 69,3 %                                          |
| Krymští Tataři | 248 193       | 76 382                                | 30,8 %                                          |
| Bulhaři        | 204 574       | 194 276                               | 95,0 %                                          |
| Maďaři         | 156 566       | 154 770                               | 98,9 %                                          |
| Rumuni         | 150 989       | 149 448                               | 99,0 %                                          |
| Poláci         | 144 130       | 129 838                               | 90,1 %                                          |
| Jiná           | 737 595       | 401 268                               | 54,4 %                                          |
| Neuvedeno      | 188 639       | 72 316                                | 38,3 %                                          |
| Celkem         | 48 240 902    | 42 909 474                            | 88,9 %                                          |

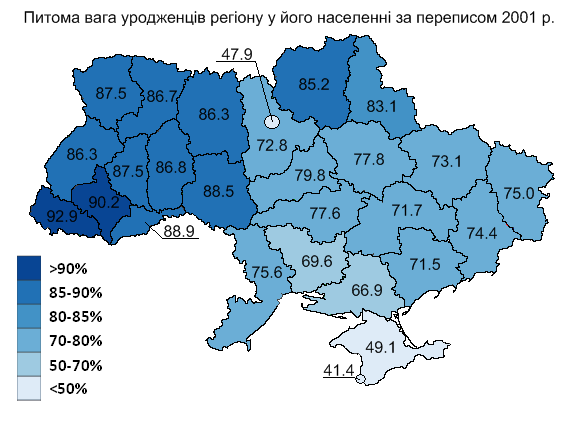
Podíl osob majících stejné bydliště a místo narození (v rámci administrativní jednotky) na celkovém obyvatelstvu jednotlivých oblastí
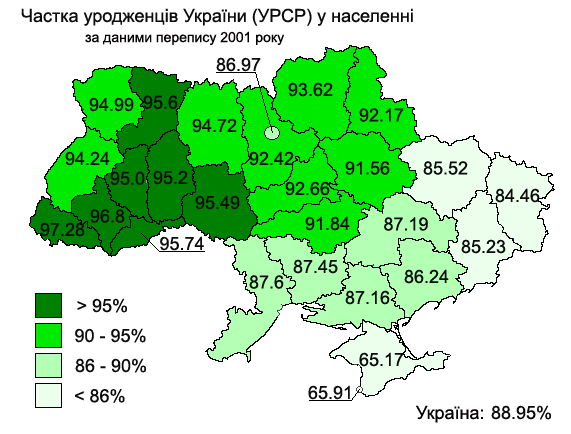
Podíl osob narozených na území Ukrajiny či USSR na celkovém obyvatelstvu jednotlivých oblastí
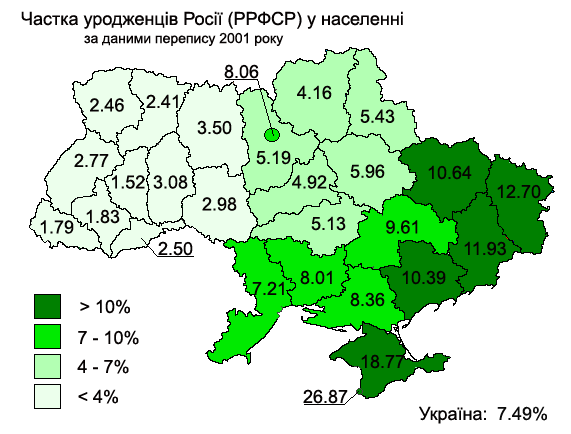
Podíl osob narozených na území Ruska či RSFSR na celkovém obyvatelstvu jednotlivých oblastí
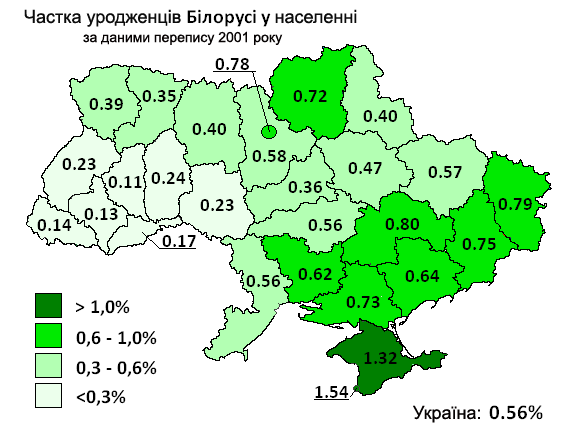
Podíl osob narozených na území Běloruska či BSSR na celkovém obyvatelstvu jednotlivých oblastí
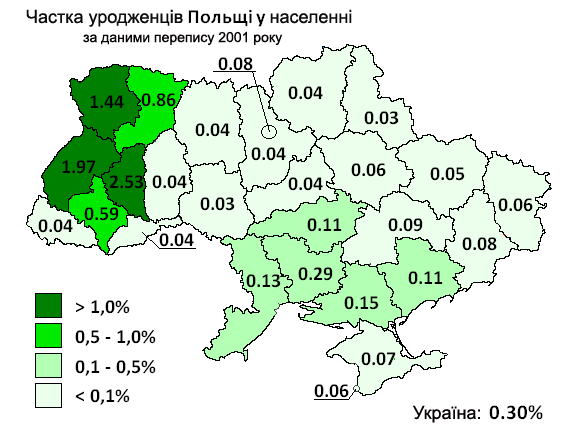
Podíl osob narozených na území Polska na celkovém obyvatelstvu jednotlivých oblastí

#### Obyvatelstvo podle státního občanství
Tabulka níže představuje obyvatelstvo Ukrajiny podle občanství 
| Občanství               | Celkový počet | Podíl na celkovém obyvatelstvu |
| ----------------------- | ------------- | ------------------------------ |
| Ukrajina                | 48 142 983    | 99,35 %                        |
| Rusko                   | 103 728       | 0,21 %                         |
| Moldavsko               | 15 087        | 0,03 %                         |
| Arménie                 | 10 686        | 0,02 %                         |
| Gruzie                  | 6 446         | 0,01 %                         |
| Bělorusko               | 5 872         | 0,01 %                         |
| Uzbekistán              | 5 444         | 0,01 %                         |
| Kazachstán              | 5 175         | 0,01 %                         |
| Vietnam                 | 4 970         | 0,01 %                         |
| bez státní příslušnosti | 84 047        | 0,17 %                         |
| Neuvedeno               | 37 453        | 0,08 %                         |
| Celkem                  | 48 457 102    | 100 %                          |

## Vzdělání
Počet lidí, již měli ukončené vysokoškolské středoškolské vzdělání, činil podle výsledků sčítání lidu 28 998 500, což je oproti roku 1989 nárůst o 17,6 %. Míra gramotnosti byla 99,9 %. Tabulka níže podává počet lidí s jednotlivými typy ukončeného vzdělání na 1 000 obyvatel starších 10 let administrativní jednotky.
| Administrativní jednotka | Ukončené vysokoškolské (na 1000 obyv.) | Ukončené středoškolské (na 1000 obyv.) | Ukončené základní (na 1000 obyv.) |
| ------------------------ | -------------------------------------- | -------------------------------------- | --------------------------------- |
| Autonomní republika Krym | 345                                    | 325                                    | 305                               |
| Vinnycká oblast          | 264                                    | 333                                    | 183                               |
| Volyňská oblast          | 271                                    | 353                                    | 321                               |
| Dněpropetrovská oblast   | 376                                    | 319                                    | 283                               |
| Doněcká oblast           | 334                                    | 345                                    | 164                               |
| Žytomyrská oblast        | 251                                    | 386                                    | 318                               |
| Zakarpatská oblast       | 213                                    | 392                                    | 369                               |
| Záporožská oblast        | 325                                    | 358                                    | 292                               |
| Ivanofrankivská oblast   | 257                                    | 358                                    | 333                               |
| Kyjevská oblast          | 289                                    | 358                                    | 321                               |
| Kirovohradská oblast     | 288                                    | 371                                    | 306                               |
| Luhanská oblast          | 293                                    | 376                                    | 164                               |
| Lvovská oblast           | 293                                    | 372                                    | 142                               |
| Mykolajivská oblast      | 304                                    | 354                                    | 314                               |
| Oděská oblast            | 339                                    | 318                                    | 173                               |
| Poltavská oblast         | 299,7                                  | 358,8                                  | 171,1                             |
| Rovenská oblast          | 244                                    | 374                                    | 318                               |
| Sumská oblast            | 283                                    | 366                                    | 301                               |
| Ternopilská oblast       | 271                                    | 335                                    | 163                               |
| Charkovská oblast        | 346                                    | 350                                    | 271                               |
| Chersonská oblast        | 300                                    | 335                                    | 335                               |
| Chmelnycká oblast        | 264                                    | 358                                    | 166                               |
| Čerkaská oblast          | 292                                    | 355                                    | 306                               |
| Černovická oblast        | 224                                    | 350                                    | 217                               |
| Černihivská oblast       | 264                                    | 342                                    | 188                               |
| Kyjev                    | 477                                    | 326                                    | 170                               |
| Sevastopol               | 442                                    | 324                                    | 111                               |
| Ukrajina                 | 313                                    | 349                                    | 302                               |

## Rodinný stav
Následující graf podává přehled rodinného stavu obyvatelstva na Ukrajině ke dni 5. prosince 2001.
Celkový počet obyvatel, kteří měli uzavřený sňatek, činil 23,7 milionů osob.
| Podíl osob na celkovém obyvatelstvu jednotlivých věkových skupin podle rodinného stavu (v procentech) | Podíl osob na celkovém obyvatelstvu jednotlivých věkových skupin podle rodinného stavu (v procentech) | Podíl osob na celkovém obyvatelstvu jednotlivých věkových skupin podle rodinného stavu (v procentech) | Podíl osob na celkovém obyvatelstvu jednotlivých věkových skupin podle rodinného stavu (v procentech) | Podíl osob na celkovém obyvatelstvu jednotlivých věkových skupin podle rodinného stavu (v procentech) | Podíl osob na celkovém obyvatelstvu jednotlivých věkových skupin podle rodinného stavu (v procentech) | Podíl osob na celkovém obyvatelstvu jednotlivých věkových skupin podle rodinného stavu (v procentech) | Podíl osob na celkovém obyvatelstvu jednotlivých věkových skupin podle rodinného stavu (v procentech) | Podíl osob na celkovém obyvatelstvu jednotlivých věkových skupin podle rodinného stavu (v procentech) |
| Obyvatelstvo podle věkových skupin                                                                    | muži                                                                                                  | muži                                                                                                  | muži                                                                                                  | muži                                                                                                  | ženy                                                                                                  | ženy                                                                                                  | ženy                                                                                                  | ženy                                                                                                  |
| Obyvatelstvo podle věkových skupin                                                                    | ženatí                                                                                                | svobodní                                                                                              | rozvedení                                                                                             | ovdovělí                                                                                              | provdané                                                                                              | svobodné                                                                                              | rozvedené                                                                                             | ovdovělé                                                                                              |
| --- | --- | --- | --- | --- | --- | --- | --- | --- |
| 15 – 19 let                                                                                           | 1 %                                                                                                   | 98,6 %                                                                                                | 0,1 %                                                                                                 | 0 %                                                                                                   | 7,3 %                                                                                                 | 92,1 %                                                                                                | 0,4 %                                                                                                 | 0 %                                                                                                   |
| 20 – 24 let                                                                                           | 24,8 %                                                                                                | 73,1 %                                                                                                | 1,6 %                                                                                                 | 0 %                                                                                                   | 48,1 %                                                                                                | 45,8 %                                                                                                | 5,3 %                                                                                                 | 0,3 %                                                                                                 |
| 25 – 29 let                                                                                           | 60,8 %                                                                                                | 32 %                                                                                                  | 6,6 %                                                                                                 | 0,1 %                                                                                                 | 70,1 %                                                                                                | 16,3 %                                                                                                | 12,4 %                                                                                                | 0,9 %                                                                                                 |
| 30 – 39 let                                                                                           | 77,4 %                                                                                                | 10,9 %                                                                                                | 10,9 %                                                                                                | 0,4 %                                                                                                 | 75,2 %                                                                                                | 6,1 %                                                                                                 | 15,8 %                                                                                                | 2,5 %                                                                                                 |
| 40 – 49 let                                                                                           | 82,5 %                                                                                                | 4,9 %                                                                                                 | 11,1 %                                                                                                | 1,2 %                                                                                                 | 73,6 %                                                                                                | 3,6 %                                                                                                 | 16,1 %                                                                                                | 6,4 %                                                                                                 |
| 50 – 59 let                                                                                           | 84,5 %                                                                                                | 2,7 %                                                                                                 | 9 %                                                                                                   | 3,4 %                                                                                                 | 66 %                                                                                                  | 3,1 %                                                                                                 | 13,8 %                                                                                                | 16,8 %                                                                                                |
| 60 – 69 let                                                                                           | 83,6 %                                                                                                | 1,6 %                                                                                                 | 5,3 %                                                                                                 | 9,3 %                                                                                                 | 51,4 %                                                                                                | 3,6 %                                                                                                 | 8,9 %                                                                                                 | 36 %                                                                                                  |
| 70 let a více                                                                                         | 71,8 %                                                                                                | 0,8 %                                                                                                 | 2,1 %                                                                                                 | 25,1 %                                                                                                | 23,6 %                                                                                                | 5,6 %                                                                                                 | 4,2 %                                                                                                 | 66,4 %                                                                                                |
| Obyvatelé starší 15 let                                                                               | 64,6 %                                                                                                | 24,3 %                                                                                                | 6,8 %                                                                                                 | 3,9 %                                                                                                 | 54 %                                                                                                  | 16,1 %                                                                                                | 10,4 %                                                                                                | 19,2 %                                                                                                |